# هنري غيلروي
هنري غيلروي (بالإنجليزية: Henry Engard Gilroy)‏ هو لاعب كرة قاعدة أمريكي، ولد في 1852 في سميرنا في الولايات المتحدة، وتوفي في 31 أكتوبر 1907 في فيلادلفيا في الولايات المتحدة.

## وصلات خارجية
- هنري غيلروي على موقعبيزبول رفرنس.كوم (الدوري الرئيسي) (الإنجليزية)